# 陈儒 (万历进士)
陈儒，字子明，號鑑韋，江西南昌府新建縣籍瑞州府高安县人，明朝政治人物。同进士出身。

## 生平
十月二十五日生，治诗经。萬曆七年（1579年）己卯科江西乡试第七十八名举人，萬曆二十三年（1595年）乙未科會試第一百五十八名，廷試三甲第四十名进士。吏部觀政，本年六月授浙江嘉兴县知县。二十七年贬福建按察司檢校，三十年升任常州府通判，三十三年升都察院经历，万历三十九年（1611年）接替王善继任建宁府知府。改潞安府知府。泰昌元年（1620年）由山西副使升任雲南右参政，澜沧兵备。

## 家族
曾祖陈祚。祖陈寰。父陈杙。母梁氏。慈侍下。娶羅氏，子汝经。